# Atori Shigematsu
Atori Shigematsu (重松花鳥?, Shigematsu Atori; Tokyo, 28 giugno 1968) è una doppiatrice giapponese.

## Biografia
Ha lavorato presso la 81 Produce.
È nota soprattutto per essere la doppiatrice originale di vari personaggi dell'anime Digimon, tra cui Biyomon e di altri Digimon digievoluti come Yokomon, Birdramon e Garudamon.
Ha iniziato la sua carriera da doppiatrice negli anni ottanta.

## Doppiaggio

### Anime
- Calabash Brothers (1986-1987)
- Kindaichi shōnen no jikenbo (1999)
- Digimon Adventure (Biyomon e digievoluzioni) (1999)
- Digimon Adventure 02 (Punimon) (2000)
- Zatch Bell! (2003)
- Digital Monster X-Evolution (2005)
- Digimon Adventure tri. (Biyomon e digievoluzioni) (2015)
- Clione no akari (2017)

### Videogiochi
- Digimon Rumble Arena 2 (2004)
- Mana Khemia: Alchemists of Al-Revis (2007)

### Serie televisive
- I ragazzi della prateria

## Doppiatrici italiane
- Giò Giò Rapattoni: Biyomon, Yokomon, Birdramon e Garudamon